# Se quiere, se mata
Singles de Shakira
Antología
(1997) Ciega, sordomuda
(1998)
Se quiere, se mata est le sixième single de la chanteuse colombienne Shakira issu de son troisième album Pies Descalzos sorti en 1996. Écrit et composé par Shakira elle-même, Se quiere, se mata a été classé au Top Ten Hit Maxicain et au Billboard Hot Latin aux États-Unis. La chanson raconte l'histoire d'un jeune couple, Braulio et Dana, et leur choix d'avorter. Présenté comme un couple innocent, jeune, très apprécié par leurs familles, ils succombent à leurs désirs sexuels, et Dana tombe enceinte. Toutefois, plutôt que d'admettre cela à leurs familles et leurs voisins, ils choisissent de se faire avorter. L'avortement va finalement mal, entraînant la mort de Dana.

## Clip vidéo
Le clip a été réalisé par Juan Carlos Martin. Le leader du groupe mexicain Zoé, León Larregui, joue le rôle de Braulio. La vidéo montre Shakira raconter l'histoire de Braulio et Dana. D'une façon censurée on voit Braulio et Dana succombant à leurs désirs sexuels, et aussi une scène courte du docteur chez qui Dana se rend pour avorter.